# Ausztria az 1964. évi nyári olimpiai játékokon
Ausztria a japán Tokióban megrendezett 1964. évi nyári olimpiai játékok egyik részt vevő nemzete volt. Az országot az olimpián 14 sportágban 56 sportoló képviselte, akik érmet nem szereztek.

## Atlétika
Férfi
| Versenyző     | Versenyszám | Előfutam | Előfutam | Előfutam | Elődöntő | Elődöntő | Elődöntő | Döntő   | Döntő    |
| Versenyző     | Versenyszám | Idő      | Hely.    | Össz.    | Idő      | Hely.    | Össz.    | Idő     | Helyezés |
| ------------- | ----------- | -------- | -------- | -------- | -------- | -------- | -------- | ------- | -------- |
| Rudolf Klaban | 800 m       | 1:49,9   | 4.       | 18.**    | 1:47,4   | 5.       | 10.      | kiesett | kiesett  |
| Volker Tulzer | 1500 m      | 3:49,0   | 6.       | 27.      | kiesett  | kiesett  | kiesett  | kiesett | kiesett  |
| Helmut Haid   | 400 m gát   | 54,6     | 6.       | 34.      | kiesett  | kiesett  | kiesett  | kiesett | kiesett  |

| Versenyző     | Versenyszám   | Selejtező | Selejtező | Döntő    | Döntő    |
| Versenyző     | Versenyszám   | Eredmény  | Helyezés  | Eredmény | Helyezés |
| ------------- | ------------- | --------- | --------- | -------- | -------- |
| Ernst Soudek  | Diszkoszvetés | 51,78 m   | 20.       | kiesett  | kiesett  |
| Heinrich Thun | Kalapácsvetés | 64,73 m   | 9.        | 62,76 m  | 15.      |

Női
| Versenyző   | Versenyszám | Előfutam | Előfutam | Előfutam | Negyeddöntő | Negyeddöntő | Negyeddöntő | Elődöntő | Elődöntő | Elődöntő | Döntő   | Döntő    |
| Versenyző   | Versenyszám | Idő      | Hely.    | Össz.    | Idő         | Hely.       | Össz.       | Idő      | Hely.    | Össz.    | Idő     | Helyezés |
| ----------- | ----------- | -------- | -------- | -------- | ----------- | ----------- | ----------- | -------- | -------- | -------- | ------- | -------- |
| Inge Aigner | 100 m       | 12,05    | 5.       | 30.*     | 12,0        | 7.          | 25.**       | kiesett  | kiesett  | kiesett  | kiesett | kiesett  |
| Inge Aigner | 200 m       | 24,77    | 4.       | 23.      |             |             |             | kiesett  | kiesett  | kiesett  | kiesett | kiesett  |
| Inge Aigner | 80 m gát    | 11,27    | 6.       | 20.      |             |             |             | 11,05    | 7.       | 14.      | kiesett | kiesett  |

| Versenyző           | Versenyszám | Selejtező | Selejtező | Döntő                    | Döntő                    |
| Versenyző           | Versenyszám | Eredmény  | Helyezés  | Eredmény                 | Helyezés                 |
| ------------------- | ----------- | --------- | --------- | ------------------------ | ------------------------ |
| Ulla Flegel         | Magasugrás  | 168 cm    | 14.       | érvényes kísérlet nélkül | érvényes kísérlet nélkül |
| Liese Sykora-Prokop | Magasugrás  | 165 cm    | 21.       | kiesett                  | kiesett                  |

| Versenyző   | Versenyszám | 80 m gát | 80 m gát | Súlylökés | Súlylökés | Magasugrás | Magasugrás | Távolugrás | Távolugrás | 200 m         | 200 m         | Végeredmény | Végeredmény |
| Versenyző   | Versenyszám | Idő      | Pont     | Eredmény  | Pont      | Eredmény   | Pont       | Eredmény   | Pont       | Idő           | Pont          | Pont        | Helyezés    |
| ----------- | ----------- | -------- | -------- | --------- | --------- | ---------- | ---------- | ---------- | ---------- | ------------- | ------------- | ----------- | ----------- |
| Ulla Flegel | Ötpróba     | 12,2     | 862      | 11,66 m   | 832       | 163 cm     | 976        | 522 cm     | 806        | nem ért célba | nem ért célba | 3476        | 20.         |

* - egy másik versenyzővel azonos időt ért el

** - két másik versenyzővel azonos időt ért el

## Birkózás
Kötöttfogású
| Versenyző             | Versenyszám | 1. forduló                                 | 2. forduló                        | 3. forduló                   | 4. forduló                     | 5. forduló        | Döntő             | Helyezés    |
| Versenyző             | Versenyszám | Ellenfél Eredmény                          | Ellenfél Eredmény                 | Ellenfél Eredmény            | Ellenfél Eredmény              | Ellenfél Eredmény | Ellenfél Eredmény | Helyezés    |
| --------------------- | ----------- | ------------------------------------------ | --------------------------------- | ---------------------------- | ------------------------------ | ----------------- | ----------------- | ----------- |
| Johann Marte          | 63 kg       | Antonio Senosa (PHI) · kétvállas           | Pétrosz Galaktópulosz (GRE) · 1-3 | Szakurama Kódzsi (JPN) · 3-1 | Polyák Imre (HUN) · kizárták   | kiesett           | kiesett           | helyezetlen |
| Franz Berger          | 70 kg       | Stevan Horvat (YUG) · 3-1                  | Franz Schmitt (EUA) · 3-1         | kiesett                      | kiesett                        | kiesett           | kiesett           | helyezetlen |
| Helmut Längle         | 78 kg       | Harald Barlie (NOR) · 2-2                  | Russell Camilleri (USA) · 3-1     | Bolesław Dubicki (POL) · 3-1 | kiesett                        | kiesett           | kiesett           | helyezetlen |
| Eugen Wiesberger, Jr. | 97 kg       | Kang Duman (Gang Du-Man) (KOR) · kétvállas | Aimo Mäenpää (FIN) · 3-1          | Heinz Kiehl (EUA) · 1-3      | Nicolae Martinescu (ROU) · 3-1 | kiesett           | kiesett           | helyezetlen |

## Cselgáncs
| Versenyző      | Versenyszám | Csoportkör                                                                                        | Csoportkör | Negyeddöntő          | Elődöntő          | Döntő             | Helyezés |
| Versenyző      | Versenyszám | Ellenfél Eredmény                                                                                 | Hely.      | Ellenfél Eredmény    | Ellenfél Eredmény | Ellenfél Eredmény | Helyezés |
| -------------- | ----------- | ------------------------------------------------------------------------------------------------- | ---------- | -------------------- | ----------------- | ----------------- | -------- |
| Karl Reisinger | Könnyűsúly  | 1. csoport · Matthias Schiessleder (EUA) · GY · Paul Maruyama (USA) · V                           | 2.         | kiesett              | kiesett           | kiesett           | 9.       |
| Gerhard Zotter | Könnyűsúly  | 5. csoport · Vicente Uematsu (PHI) · GY · Oscar Karpenkopf (ARG) · GY · René Arredondo (MEX) · GY | 1.         | Eric Hänni (SUI) · V | kiesett           | kiesett           | 5.       |
| Alfred Redl    | Középsúly   | 5. csoport · Narzal García (PHI) · GY · Lhofei Shiozawa (BRA) · V · Rafael Barquero (CRC) · GY    | 2.         | kiesett              | kiesett           | kiesett           | 9.       |

## Evezés
| Versenyző                                                       | Versenyszám              | Előfutam | Előfutam | Vigaszág | Vigaszág | Döntő | Döntő   | Döntő | Helyezés |
| Versenyző                                                       | Versenyszám              | Idő      | Hely.    | Idő      | Hely.    | Típus | Idő     | Hely. | Helyezés |
| --------------------------------------------------------------- | ------------------------ | -------- | -------- | -------- | -------- | ----- | ------- | ----- | -------- |
| Alfred Sageder Josef Kloimstein Peter Salzbacher (kormányos)    | Kormányos kettes         | 8:01,22  | 4.       | 7:30,72  | 3.       | B     | 7:31,65 | 2.    | 8.       |
| Dieter Ebner Horst Kuttelwascher Dieter Losert Manfred Krausbar | Kormányos nélküli négyes | 6:48,18  | 4.       | 7:25,83  | 3.       | B     | 6:24,15 | 2.    | 8.       |

## Kajak-kenu
Férfi
| Versenyző                                                 | Versenyszám         | Előfutam | Előfutam | Vigaszág | Vigaszág | Elődöntő | Elődöntő | Döntő   | Döntő    |
| Versenyző                                                 | Versenyszám         | Idő      | Hely.    | Idő      | Hely.    | Idő      | Hely.    | Idő     | Helyezés |
| --------------------------------------------------------- | ------------------- | -------- | -------- | -------- | -------- | -------- | -------- | ------- | -------- |
| Günther Pfaff                                             | Kajak egyes 1000 m  | 4:07,65  | 3.       | erőnyerő | erőnyerő | 4:03,53  | 1.       | 4:03,56 | 5.       |
| Kurt Heubusch Kurt Lindlgruber Günther Pfaff Ernst Severa | Kajak négyes 1000 m | 3:30,54  | 7.       | 3:26,98  | 3.       | 3:26,05  | 4.       | kiesett | kiesett  |

Női
| Versenyző        | Versenyszám       | Előfutam | Előfutam | Vigaszág | Vigaszág | Döntő   | Döntő    |
| Versenyző        | Versenyszám       | Idő      | Hely.    | Idő      | Hely.    | Idő     | Helyezés |
| ---------------- | ----------------- | -------- | -------- | -------- | -------- | ------- | -------- |
| Hanneliese Spitz | Kajak egyes 500 m | 2:12,14  | 3.       | erőnyerő | erőnyerő | 2:16,11 | 6.       |

## Műugrás
Férfi
| Versenyző     | Versenyszám        | Selejtező | Selejtező | Döntő   | Döntő    |
| Versenyző     | Versenyszám        | Pont      | Helyezés  | Pont    | Helyezés |
| ------------- | ------------------ | --------- | --------- | ------- | -------- |
| Kurt Mrkwicka | Egyéni műugrás     | 85,72     | 16.       | kiesett | kiesett  |
| Kurt Mrkwicka | Egyéni toronyugrás | 89,10     | 17.       | kiesett | kiesett  |

Női
| Versenyző                 | Versenyszám        | Selejtező | Selejtező | Döntő   | Döntő    |
| Versenyző                 | Versenyszám        | Pont      | Helyezés  | Pont    | Helyezés |
| ------------------------- | ------------------ | --------- | --------- | ------- | -------- |
| Inge Pertmayr             | Egyéni műugrás     | 74,31     | 16.       | kiesett | kiesett  |
| Inge Pertmayr             | Egyéni toronyugrás | 49,50     | 7.        | 92,70   | 6.       |
| Ulrike Sindelar-Pachowsky | Egyéni toronyugrás | 40,22     | 21.       | kiesett | kiesett  |
| Ulrike Sindelar-Pachowsky | Egyéni műugrás     | 70,27     | 18.       | kiesett | kiesett  |
| Elisabeth Svoboda         | Egyéni műugrás     | 75,45     | 15.       | kiesett | kiesett  |
| Elisabeth Svoboda         | Egyéni toronyugrás | 46,10     | 13.       | kiesett | kiesett  |

## Ökölvívás
| Versenyző       | Versenyszám  | Selejtező         | 32-es főtábla                | Nyolcaddöntő      | Negyeddöntő       | Elődöntő          | Döntő             | Helyezés |
| Versenyző       | Versenyszám  | Ellenfél Eredmény | Ellenfél Eredmény            | Ellenfél Eredmény | Ellenfél Eredmény | Ellenfél Eredmény | Ellenfél Eredmény | Helyezés |
| --------------- | ------------ | ----------------- | ---------------------------- | ----------------- | ----------------- | ----------------- | ----------------- | -------- |
| Peter Weiss     | Pehelysúly   |                   | Tamar Ben Hassan (TUN) · 2-3 | kiesett           | kiesett           | kiesett           | kiesett           | 17.      |
| Rupert König    | Kisváltósúly | erőnyerő          | Iosif Mihalic (ROU) · RSC    | kiesett           | kiesett           | kiesett           | kiesett           | 17.      |
| Franz Frauenlob | Középsúly    |                   | Ahmed Haszán (RAU) · 0-5     | kiesett           | kiesett           | kiesett           | kiesett           | 17.      |

## Öttusa
| Versenyző                                   | Versenyszám | Lovaglás | Lovaglás | Lovaglás | Vívás    | Vívás | Vívás | Lövészet | Lövészet | Lövészet | Úszás  | Úszás | Úszás | Futás   | Futás | Futás | Összesen    | Összesen |
| Versenyző                                   | Versenyszám | Idő      | Pont     | Hely.    | Eredmény | Pont  | Hely. | Pontszám | Pont     | Hely.    | Idő    | Pont  | Hely. | Idő     | Pont  | Hely. | Összes pont | Helyezés |
| ------------------------------------------- | ----------- | -------- | -------- | -------- | -------- | ----- | ----- | -------- | -------- | -------- | ------ | ----- | ----- | ------- | ----- | ----- | ----------- | -------- |
| Udo Birnbaum                                | Egyéni      | 3:09,8   | 1100     | 5.       | 20–16    | 748   | 14.   | 192      | 940      | 15.      | 4:32,5 | 840   | 34.   | 16:08,9 | 796   | 31.   | 4424        | 24.      |
| Herbert Polzhuber                           | Egyéni      | 2:39,7   | 1070     | 12.      | 21–15    | 784   | 10.   | 180      | 700      | 32.      | 4:33,2 | 835   | 35.   | 16:54,9 | 658   | 35.   | 4047        | 33.      |
| Rudolf Trost                                | Egyéni      | 2:49,6   | 1100     | 2.       | 24–12    | 892   | 3.    | 176      | 620      | 35.      | 4:30,9 | 850   | 32.   | 17:01,2 | 637   | 36.   | 4099        | 32.      |
| Udo Birnbaum Herbert Polzhuber Rudolf Trost | Csapat      |          | 3270     | 1.       |          | 2467  | 2.    |          | 2260     | 10.      |        | 2525  | 11.   |         | 2091  | 11.   | 12613       | 10.      |

## Sportlövészet
Férfi
| Versenyző       | Versenyszám                    | Pont | Helyezés |
| --------------- | ------------------------------ | ---- | -------- |
| Hubert Hammerer | Sportpuska, fekvő              | 589  | 28.      |
| Hubert Hammerer | Sportpuska, összetett          | 1113 | 31.      |
| Hubert Hammerer | Szabadpuska, összetett (300 m) | 1125 | 9.       |
| Josef Meixner   | Trap                           | 190  | 9.       |
| Laszlo Szapáry  | Trap                           | 173  | 43.      |

## Súlyemelés
| Versenyző      | Versenyszám | Nyomás   | Nyomás   | Szakítás | Szakítás | Lökés    | Lökés    | Összesen | Helyezés |
| Versenyző      | Versenyszám | Eredmény | Helyezés | Eredmény | Helyezés | Eredmény | Helyezés | Összesen | Helyezés |
| -------------- | ----------- | -------- | -------- | -------- | -------- | -------- | -------- | -------- | -------- |
| Gerhard Hastik | 82,5 kg     | 130,0    | 13.      | 115,0    | 19.      | 152,5    | 17.      | 397,5    | 18.      |
| Kurt Herbst    | 90 kg       | 135,0    | 11.      | 132,5    | 9.       | 170,0    | 8.       | 437,5    | 10.      |
| Udo Querch     | +90 kg      | 155,0    | 11.      | 125,0    | 18.      | 162,5    | 17.      | 442,5    | 18.      |

## Torna
Női
| Versenyző        | Versenyszám      | Selejtező | Selejtező | Döntő    | Döntő    |
| Versenyző        | Versenyszám      | Pontszám  | Helyezés  | Pontszám | Helyezés |
| ---------------- | ---------------- | --------- | --------- | -------- | -------- |
| Henriette Parzer | Talaj            | 18,132    | 56.       | kiesett  | kiesett  |
| Henriette Parzer | Ugrás            | 18,433    | 47.       | kiesett  | kiesett  |
| Henriette Parzer | Felemás korlát   | 17,299    | 65.       | kiesett  | kiesett  |
| Henriette Parzer | Gerenda          | 18,033    | 62.       | kiesett  | kiesett  |
| Henriette Parzer | Egyéni összetett |           |           | 71,897   | 61.      |

## Úszás
Férfi
| Versenyző       | Versenyszám    | Előfutam | Előfutam | Előfutam | Elődöntő | Elődöntő | Elődöntő | Döntő   | Döntő    |
| Versenyző       | Versenyszám    | Idő      | Hely.    | Össz.    | Idő      | Hely.    | Össz.    | Idő     | Helyezés |
| --------------- | -------------- | -------- | -------- | -------- | -------- | -------- | -------- | ------- | -------- |
| Gert Kölli      | 400 m gyors    | 4:38,4   | 6.       | 37.      |          |          |          | kiesett | kiesett  |
| Gert Kölli      | 100 m gyors    | 56,5     | 4.       | 35.      | kiesett  | kiesett  | kiesett  | kiesett | kiesett  |
| Gerhard Wieland | 100 m gyors    | 56,8     | 5.       | 36.*     | kiesett  | kiesett  | kiesett  | kiesett | kiesett  |
| Gerhard Wieland | 200 m hát      | 2:25,9   | 6.       | 28.      | kiesett  | kiesett  | kiesett  | kiesett | kiesett  |
| Friedrich Suda  | 200 m hát      | 2:20,7   | 4.       | 21.      | kiesett  | kiesett  | kiesett  | kiesett | kiesett  |
| Volker Deckardt | 200 m pillangó | 2:21,3   | 6.       | 25.      | kiesett  | kiesett  | kiesett  | kiesett | kiesett  |

Női
| Versenyző             | Versenyszám | Előfutam | Előfutam | Előfutam | Elődöntő | Elődöntő | Elődöntő | Döntő   | Döntő    |
| Versenyző             | Versenyszám | Idő      | Hely.    | Össz.    | Idő      | Hely.    | Össz.    | Idő     | Helyezés |
| --------------------- | ----------- | -------- | -------- | -------- | -------- | -------- | -------- | ------- | -------- |
| Christine Pauker      | 100 m gyors | 1:07,3   | 7.       | 40.      | kiesett  | kiesett  | kiesett  | kiesett | kiesett  |
| Ursula Seitz          | 100 m hát   | 1:13,3   | 8.       | 26.      |          |          |          | kiesett | kiesett  |
| Christine Filippovits | 200 m mell  | 2:59,2   | 5.       | 19.      |          |          |          | kiesett | kiesett  |

* - hat másik versenyzővel azonos időt ért el

## Vitorlázás
Nyílt
| Versenyző                  | Versenyszám     | Futam | Futam | Futam | Futam | Futam | Futam | Futam | Pontszám | Helyezés |
| Versenyző                  | Versenyszám     | 1     | 2     | 3     | 4     | 5     | 6     | 7     | Pontszám | Helyezés |
| -------------------------- | --------------- | ----- | ----- | ----- | ----- | ----- | ----- | ----- | -------- | -------- |
| Hubert Raudaschl           | Finn dingi      | (101) | 774   | 1318  | 665   | 665   | 1318  | 665   | 5405     | 5.       |
| Werner Fischer Karl Geiger | Repülő hollandi | 277   | (0)   | 946   | 423   | 469   | 645   | 946   | 3706     | 8.       |

## Vívás
Férfi
| Versenyző                                                               | Versenyszám       | Csoportkör | Csoportkör | Csoportkör | Csoportkör | Elődöntő                       | Elődöntő                    | Elődöntő                  | Döntő                                                                                | Helyezés    |
| Versenyző                                                               | Versenyszám       | 1. kör | 1. kör     | 2. kör | 2. kör     | 3. kör                         | 4. kör                      | 5. kör                    | Döntő                                                                                | Helyezés    |
| Versenyző                                                               | Versenyszám       | Ellenfél Eredmény | Hely.      | Ellenfél Eredmény | Hely.      | Ellenfél Eredmény              | Ellenfél Eredmény           | Ellenfél Eredmény         | Ellenfél Eredmény                                                                    | Helyezés    |
| ----------------------------------------------------------------------- | ----------------- | --- | ---------- | --- | ---------- | ------------------------------ | --------------------------- | ------------------------- | ------------------------------------------------------------------------------------ | ----------- |
| Roland Losert                                                           | Tőr, egyéni       | G. csoport · Kamuti Jenő (HUN) · 2-5 · Alexander Leckie (GBR) · 5-2 · Ignacio Posada (COL) · 5-0 · Edwin Richards (USA) · 5-2 · John Bouchier-Hayes (IRL) · 5-2                                                                                  | 2.         | C. csoport · Mohamed Gamil El-Kalyoubi (RAU) · 5-3 · Haukler István (ROU) · 5-2 · Nicola Granieri (ITA) · 5-1 · Dieter Schmitt (EUA) · 4-5 · Viktor Zsdanovics (URS) · 3-5                       | 1.         | erőnyerő                       | Ion Drîmbă (ROU) · 10-6     | Szabó Sándor (HUN) · 10-9 | Egon Franke (POL) · 1-5 · Jean-Claude Magnan (FRA) · 2-5 · Daniel Revenu (FRA) · 1-5 | 4.          |
| Roland Losert                                                           | Párbajtőr, egyéni | A. csoport · Hans Lagerwall (SWE) · 3-5 · Bruno Habārovs (URS) · 5-0 · Claudio Polledri (SUI) · 5-1 · Zelmar Casco (ARG) · 5-3 · Kim Mansik (Kim Man-Sig) (KOR) · 5-2 · Ronnie Theseira (MAS) · 5-0 · John Humphreys (AUS) · 4-5                 | 3.         | E. csoport · Claude Bourquard (FRA) · 5-4 · Guram Kosztava (URS) · 5-2 · Orvar Lindwall (SWE) · 5-2 · Haukler István (ROU) · 5-1 · Michel Saykali (LIB) · 5-2                                    | 1.         | erőnyerő                       | Guram Kosztava (URS) · 9-10 | kiesett                   | kiesett                                                                              | 9.          |
| Marcus Leyrer                                                           | Párbajtőr, egyéni | F. csoport · Franz Rompza (EUA) · 3-5 · Kulcsár Győző (HUN) · 3-5 · Giuseppe Delfino (ITA) · 4-5 · Allan Jay (GBR) · 4-5 · Ivan Lund (AUS) · 5-2 · Robert Foxcroft (CAN) · 5-2 · Ernesto Sastre (COL) · 5-2 · Rájátszás: · Ivan Lund (AUS) · 5-5 | 5.         | C. csoport · Gianluigi Saccaro (ITA) · 1-5 · Michel Steininger (SUI) · 3-5 · Paul Gnaier (EUA) · 5-5 · Jacques Guittet (FRA) · 5-3 · Sin Duho (Sin Du-Ho) (KOR) · 5-0 · Peter Jacobs (GBR) · 2-5 | 5.         | kiesett                        | kiesett                     | kiesett                   | kiesett                                                                              | helyezetlen |
| Rudolf Trost                                                            | Párbajtőr, egyéni | D. csoport · Bohdan Gonsior (POL) · 5-5 · Michel Saykali (LIB) · 4-5 · Gianluigi Saccaro (ITA) · 5-4 · Haukler István (ROU) · 5-3 · Frank Anger (USA) · 5-4 · John Andru (CAN) · 5-3 · Shahpour Zarnegar (IRI) · 5-1                             | 3.         | D. csoport · Bohdan Gonsior (POL) · 5-3 · Nemere Zoltán (HUN) · 5-4 · Bruno Habārovs (URS) · 5-2 · Claudio Polledri (SUI) · 5-2 · Dietrich Hecke (EUA) · 4-5 · Ókava Heizaburó (JPN) · 3-5       | 2.         | Göran Abrahamsson (SWE) · 9-10 | kiesett                     | kiesett                   | kiesett                                                                              | 17.         |
| Udo Birnbaum Marcus Leyrer Roland Losert Herbert Polzhuber Rudolf Trost | Párbajtőr, csapat | B. csoport · Kolumbia (COL) · 13-1 · Ausztrália (AUS) · 11-3 | 1.         | |            | Magyarország (HUN) · 1-8       | kiesett                     | kiesett                   | kiesett                                                                              | 9.          |